# Eiszeit (Eisbrecher-Lied)
Eiszeit ist ein Lied der Neue-Deutsche-Härte-Band Eisbrecher. Das Stück ist die einzige Singleauskopplung aus ihrem gleichnamigen vierten Studioalbum Eiszeit.

## Entstehung und Veröffentlichung
Geschrieben wurde das Lied von Matthias Barwig und Henning Verlage. Produziert wurde die Single von Noel Pix und Verlage. Letzterer war ebenfalls für die Abmischung sowie das Mastering zuständig. Beim Mastering erhielt Verlage Unterstützung durch Klaus Scheuermann. Die Single wurde unter dem Musiklabel AFM Records veröffentlicht. Auf dem Cover der Maxi-Single ist – neben der Aufschrift des Künstlers und des Liedtitels – eine Eisfläche mit dem Bandlogo zu sehen. Auf der Rückseite des Covers findet sich die Aussage „Frigus crescit°!“ (deutsch für „Kälte wächst°!“) Die Artworkarbeiten des Covers stammen von Koma Grafik.
Die Erstveröffentlichung von Eiszeit erfolgte am 19. März 2010 in Deutschland, Österreich und der Schweiz. Das Lied ist zum Download und als Maxi-Single erhältlich. Die Maxi-Single enthält das Lied Segne deinen Schmerz (SITD - Remix) als B-Seite.

## Inhalt
Der Liedtext zu Eiszeit ist in deutscher Sprache verfasst. Sowohl die Musik als auch der Text wurden von Matthias Barwig und Henning Verlage verfasst. Musikalisch bewegt sich das Lied im Bereich der Neuen Deutschen Härte.

„Eiszeit und wir sind verloren im Meer.

Eiszeit und das Atmen fällt so schwer.

Oh, Eiszeit, mit dir werd’ ich untergehen.

Eiszeit und nie wieder auferstehen.“

## Musikvideo
Das Musikvideo zu Eiszeit wurde am 25. April 2010 während eines Konzertes ihrer Eiszeit - The Showcases Tour 2010 in Nürnberg gedreht und feierte am 6. Mai 2010 seine Premiere. Bei dem Musikvideo handelt es sich um einen reinen Livemitschnitt des Liedes. Die Gesamtlänge des Videos beträgt 3:32 Minuten. Regie führte Mathias von Kurnatowski & Alexx Wesselsky. Produziert wurde das Video von Eisbrecher. Bis Februar 2025 zählte das Musikvideo über 4,3 Millionen Aufrufe auf der Videoplattform YouTube.

## Mitwirkende
| Liedproduktion - Matthias Barwig: Komponist, Liedtexter - René Greil: Schlagzeug - Jürgen Plangger: Gitarre - Olli Pohl: Bass - Maximilian Schauer: Keyboard - Klaus Scheuermann: Mastering - Jochen „Noel Pix“ Seibert: Gitarre, Musikproduzent - Henning Verlage: Abmischung, Komponist, Liedtexter, Musikproduzent - Alexx Wesselsky: Gesang | Unternehmen - AFM Records: Musiklabel - Koma Grafik: Artwork (Cover) Musikvideo - Norbert Blenk: Kameramann - Jochen „Noel Pix“ Seibert: Filmproduzent - Mathias von Kurnatowski: Regisseur - Alexx Wesselsky: Filmproduzent, Regisseur |

## Chartplatzierungen
Eiszeit erreichte in Deutschland Position 84 der Singlecharts und konnte sich insgesamt eine Woche in den Charts halten. Eiszeit ist für Eisbrecher der erste Charterfolg. Für Verlage als Autor ist Eiszeit nach Geboren um zu leben der zweite Charterfolg. Als Produzent ist es nach An deiner Seite ebenfalls der zweite Charterfolg.